# أحلام من أبي الحقيقي (فلم)
أحلام من أبي الحقيقي: قصة شيوعيين وخداع (بالإنجليزية: Dreams from My Real Father) هو فيلم أمريكي من إخراج جويل جيلبيرت عام 2012. يطرح الفيلم نظرية المؤامرة الخاصة بالمؤلف التي تقول أن الأب البيولوجي للرئيس الأمريكي باراك أوباما كان فرانك مارشال ديفيز، شاعر أمريكي وناشط عمالي في شيكاغو وهاواي، لا الكيني باراك حسين أوباما الأب. يدّعي الفيلم أنه كان لديفيز (الذي كان عضوًا سريًا في الحزب الشيوعي الأمريكي) تأثير على أيديولوجيا أوباما الشاب، ادعاء اعترض عليه كاتب سيرة حياة أوباما ديفيد ريمنيك. استُمد العنوان من مذكرات أوباما حول حياته الباكرة، أحلام من أبي الحقيقي (1995). كانت مراجعات الفيلم سلبية بشكل عام، مشيرةً إلى أن جيلبيرت لم يُثبت أيًا من ادعاءاته، وُصف الفيلم بأنه «وثائقي كاذب» و«بذائقة سيئة».

## الخلفية
يزعم الفيلم أن فرانك مارشال ديفيز، صحافي أمريكي أفريقي وشاعر وناشط عمّالي، التقى والدة أوباما آن دونهام عن طريق والدها ستانلي دونهام. يدّعي صانع الأفلام جيلبيرت أن دنهام الأب لم يكن بائع أثاث، بل عميلًا لوكالة الاستخبارات المركزية (سي آي إيه) أوكلت إليه مهمة مراقبة الشيوعيين في هاواي. ليس هناك ما يدعم ادعاءه. في مذكراته، ذكر أوباما أن جده ستانلي دونهام وديفيز كانا صديقين في هاواي، ونشأ كلاهما في كانساس. قال جيلبيرت صانع الفيلم أن الفيلم كان نتاج عامين من البحث. يدّعي أنه وجد صورًا عارية وفيتيشية لوالدة أوباما الراحلة آن دونهام، وذكر أن ديفيز التقطها أواخر عام 1960 في منزل ديفيز في هاواي. قارن جيلبيرت هذه الصور بصور دونهام في المدرسة الثانوية وقال أنه وجد التشابه «واضحًا». ذكرت مجلة هوليوود ريبورتر «إلا أنه لم يستخدم خبيرًا ليدعم اكتشافه».
يقول جيلبيرت أن أكثر من مليون نسخة من فيلمه أُرسلت بالبريد إلى الناخبين في أيوا وأوهايو ونيفادا ونيوهامشاير وكولورادو قبل انتخابات الرئاسة الأمريكية عام 2012. ورفض الكشف عن الشخص الذي مول رسائل البريد الهائلة للفيلم. ذكر موقع ديلي بيست أنه لم يكن ثمة طريقة للتحقق من الأرقام التي ادعاها جيلبيرت.

## التلقّي
كانت ردود الفعل النقدية على الفيلم سلبيةً إلى حد كبير. وصف ديفيد مارانيس، مؤلف كتاب باراك أوباما: القصة، الفيلم بأنه «سخيف»، قائلًا أنه «من المحبط أن يكون هناك الكثير من الأشياء الخيالية وغير المُسجلة والتآمرية واللاتاريخية». ذكر مارانيس أنه من بين النتاج المعادي لأوباما، «هذا الدي في دي هو الأسوأ في المجموعة».
ذكر المعلق في موقع ديلي بيست ميشيل غولدبيرغ، «من الأجدى تجاهل أحلام من أبي الحقيقي لأنه سطحي للغاية .. ما يهم هنا ليس أن أحد المغرورين قام بصناعة فيديو مبتذل عن مؤامرة يتفوق على دعاية البيرثر (شخص يقوم بالترويج لاعتقاد خاطئ أن الرئيس الأمريكي الأسبق باراك أوباما كان قد وُلد خارج الولايات المتحدة وبالتالي غير مؤهل ليكون رئيسًا بموجب أحكام دستور الولايات المتحدة) في خبلها وذائقتها السيئة. المسألة هي أن الفيديو يجد مشاهداتٍ من اليمين». وذكرت هوليوود ريبورتر أن الفيلم يوجه اتهاماتٍ لا أساس لها حول كذب الرئيس باراك أوباما عن كونه ابن باراك أوباما الأب، واقتبس عن ستيف مورفي، المستشار الديمقراطي الذي قال «من أكثر الأمور وضاعةً هو اتهام والدة مرشح الخصم بأنها كانت نجمة أفلام إباحية... ثمة دافعان وراء هذا: العنصرية والمال. إنها محاولة عدمية لجني بعض الأموال واستغلال الآراء الهامشية للآراء السائدة».
ذكرت مجلة سليت أن الفيلم «يحاول الترويج لنظرية مؤامرة بالغة التعقيد لدرجة أنه لا بد أن يحسد البيرثر التقليدي هذا الإبداع».
لم يثر الفيلم إعجاب أورلي تايتز، التي قالت أنها تعتقد أن أوباما لم يولد في الولايات المتحدة (نظرية البيرثر) نظرًا إلى ادعائه أن والد أوباما كان أمريكيًا، وإن كان شيوعيًا. لم يُدعم أي من الادعاءين.

## وصلات خارجية
- مقالات تستعمل روابط فنية بلا صلة مع ويكي بيانات
- الموقع الرسمي
- Official trailer على يوتيوب
- Dreams from My Real Father  في قاعدة بيانات الأفلام على الإنترنت (بالإنجليزية)
- Dreams from My Real Father في روتن توميتوز.